# Vagla (Sprache)
Vagla (auch Vagala, Sitigo, Kira, Konosarola, Paxala) ist eine Sprache in Ghana mit ca. 13.500 Sprechern (2003 GILLBT) im zentralen Westen Ghanas in der Nähe von Sawla, in der Northern Region (Ghana) in Damongo District.
Sie ist die Muttersprache der Vagla.
Anerkannte Dialekte sind Bole und Buge. Es besteht eine lexikalische Übereinstimmung von 68 % mit Chakali.